# Europäisches Museum Schengen

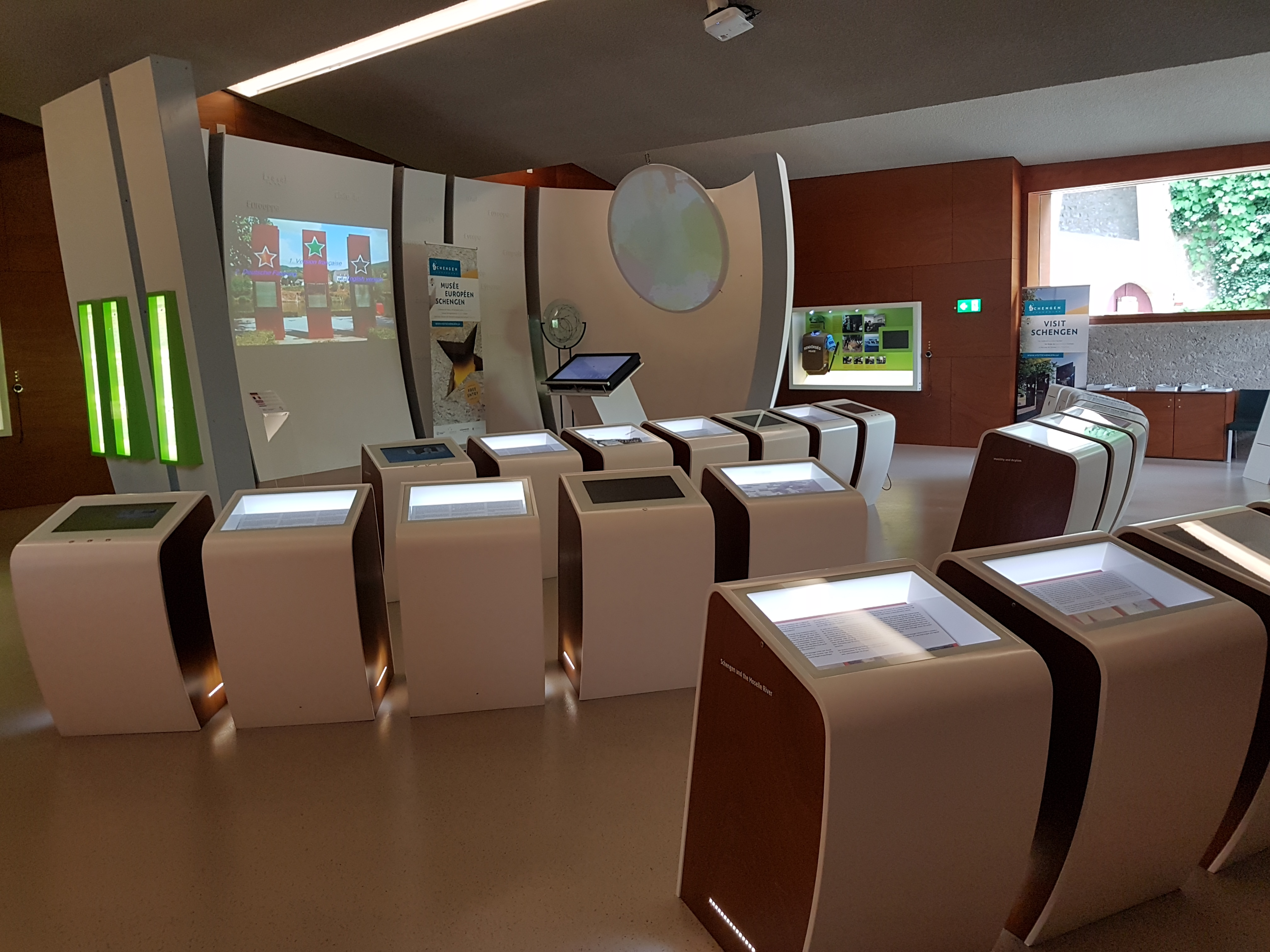
Innenansicht des Museums (Teilbereich)

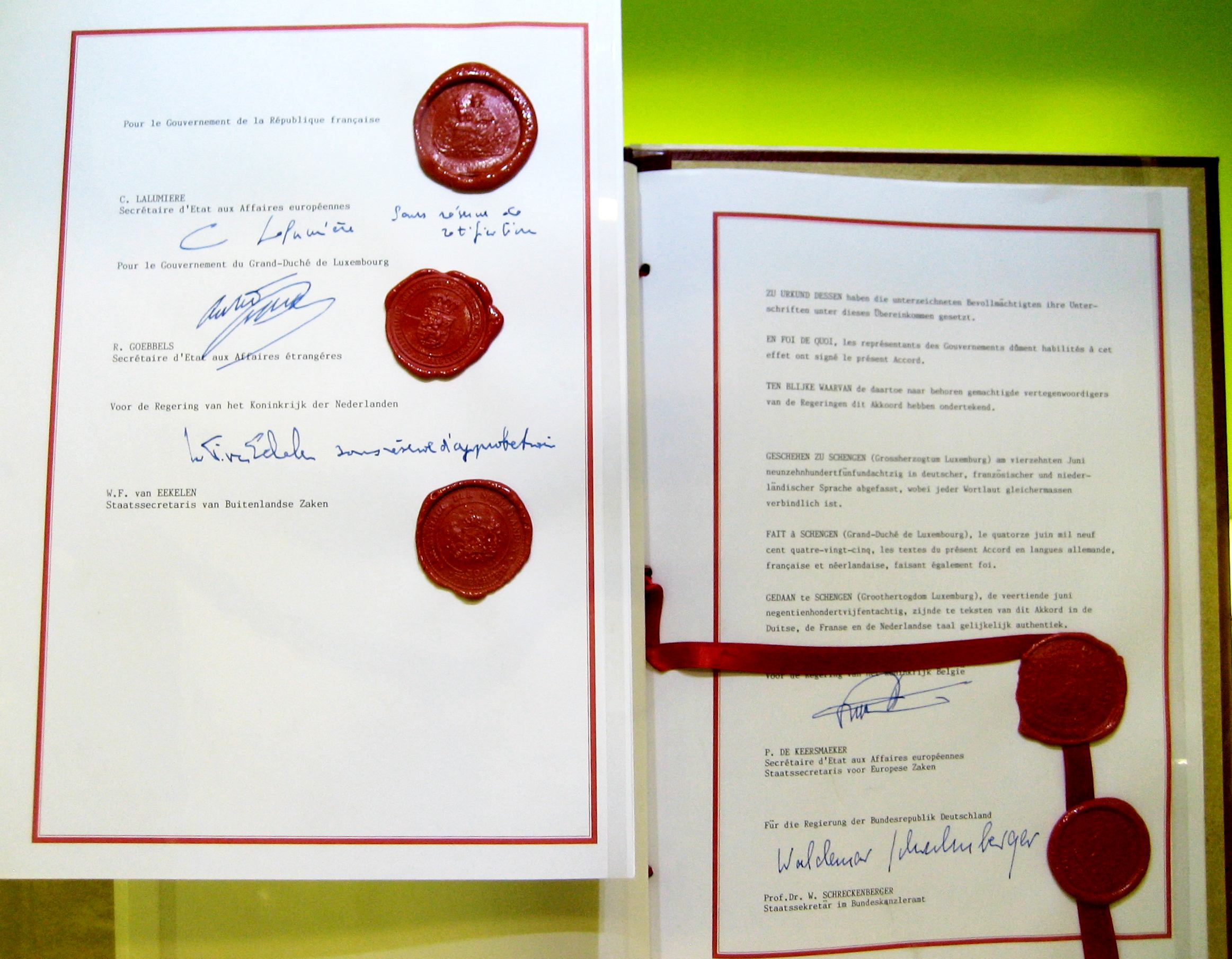

Das Europäische Museum Schengen („Centre européen“) ist ein Museum in Schengen in Luxemburg, in dem das Schengener Abkommen mit einer Dauerausstellung gewürdigt wird. Am 14. Juni 1985 wurde das Schengener Übereinkommen auf der Mosel an der Anlegestelle in Schengen auf dem Fahrgastschiff Princesse Marie-Astrid von den Staatssekretären der Benelux-Staaten, Frankreichs und Deutschlands unterzeichnet. 25 Jahre später, am 13. Juni 2010, wurde in Erinnerung an dieses Ereignis das Europäische Museum Schengen eröffnet.

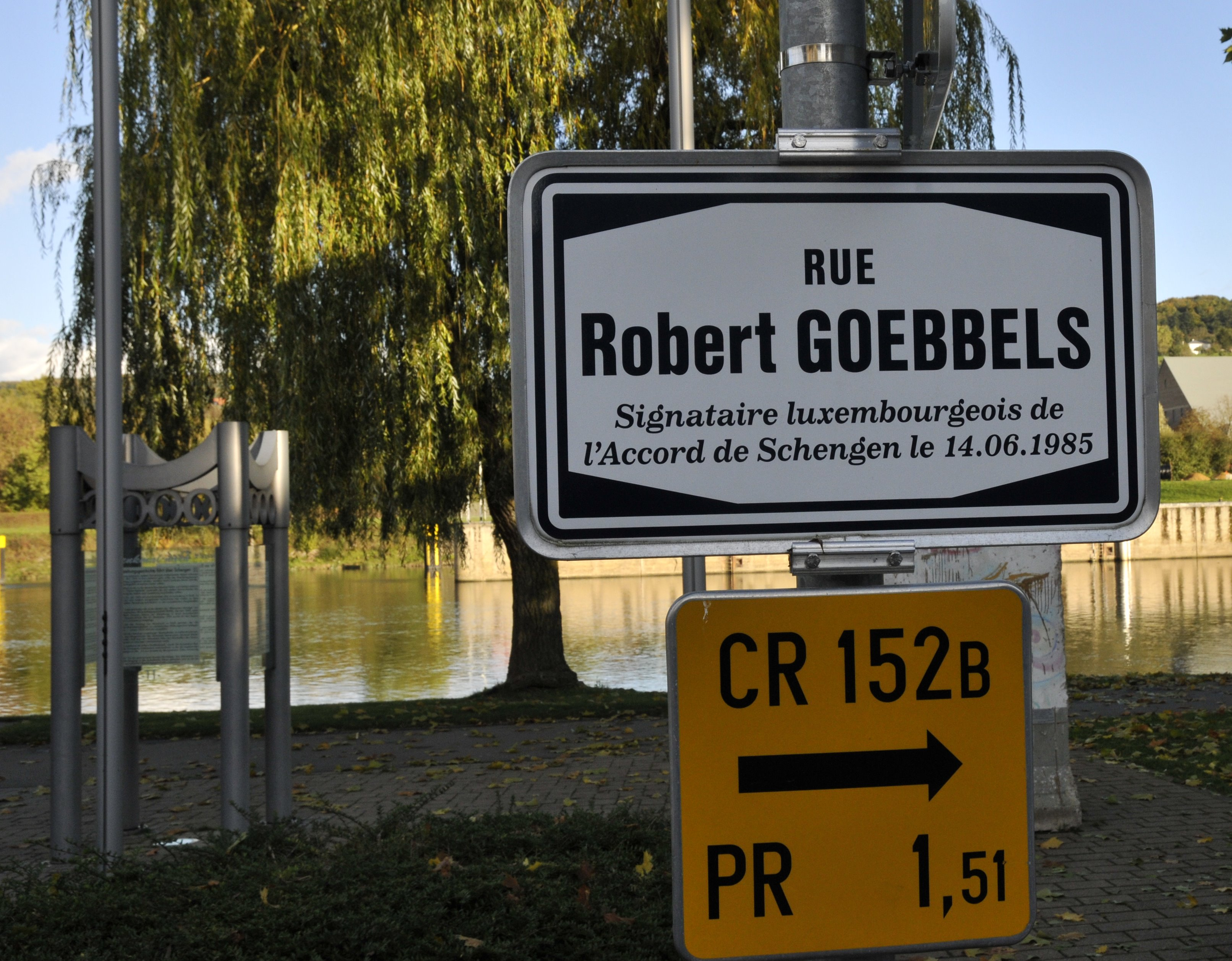
Straßenschild Robert Goebbels

Im Mittelpunkt steht die Geschichte und Bedeutung der Schengener Übereinkommen, die ein positives Symbol für die Abschaffung von Grenzen in Europa geworden sind. Das interaktive Europäische Museum vermittelt mit seiner Dauerausstellung auf 200 m² grundlegendes Wissen über mehrere selbstständige Themenblöcke und ist bei freiem Eintritt täglich geöffnet. Ausgangspunkt sind die Römischen Verträge von 1957, in denen die vier europäischen Grundfreiheiten festgelegt wurden, zu denen die Reisefreiheit und die Abschaffung der Personenkontrollen an den Binnengrenzen gehören.
Das Museum, dessen architektonische Gestaltung die Handschrift des Architekten François Valentiny trägt, liegt nur wenig unterhalb des Schlosses von Schengen an der Moseluferstraße Rue Robert Goebbels, benannt nach Robert Goebbels, dem damaligen luxemburgischen Staatssekretär. 2015 wurde es modernisiert und inhaltlich aktualisiert. In nächster Umgebung des Museums befinden sich die drei Nationensäulen, das Denkmal des Schengener Abkommens, zwei Stücke der Berliner Mauer und weitere Skulpturen.
Das Europäische Museum befindet sich in dem Gebäude „Centre européen“, das zudem das Informationszentrum „Europe Direct Schengen“ und das Café „An der aler Schwemm“ beherbergt.
Gegenüber dem „Centre européen“ auf der Mosel befindet sich die Tourist-Info mit Souvenirgeschäft und Fahrradverleih (Ponton-Boot). Beide Strukturen werden von der Vereinigung „Schengen asbl“ betrieben.